# Parametri jezgrovanja bušotine
Parametri jezgrovanja bušotine ukazuju na kvalitet jezgra izvađenog iz bušotine.

## Količina jezgra
Količina jezgra (Total core recovery - TCR) je procenat izvađenog jezgra.
TCR se definiše kao:
{\displaystyle TCR=\left({\frac {l_{\mathrm {suma~delova} }}{l_{\mathrm {duzina~busotine} }}}\right)\times 100}%
{\displaystyle l_{\mathrm {suma~delova} }} = Suma dužina izvađenih delova jezgra
{\displaystyle l_{\mathrm {duzina~busotine} }} = Ukupna dužina izbušene bušotine u kojoj se vršilo jezgrovanje

## Količina čvrstih delova jezgra
Količina čvrstih delova jezgra (Solid core recovery - SCR) je procenat delova izvađenog jezgra, čvrstih, cilindričnih, komada stene.
SCR se definiše kao količnik:
{\displaystyle SCR=\left({\frac {l_{\mathrm {suma~cvrstih~delova} }}{l_{\mathrm {duzina~busotine} }}}\right)\times 100}%
{\displaystyle l_{\mathrm {suma~cvrstih~delova} }} = Suma dužina čvrstih, cilindričnih, komada stene
{\displaystyle l_{\mathrm {duzina~busotine} }} = Ukupna dužina izbušene bušotine u kojoj se vršilo jezgrovanje

## Izdeljenost stenske mase
Izdeljenost stenske mase (Rock-quality designation - RQD) je mera stepena ispucalosti stenske mase, merena kao procenat jezgra koje čine komadi dužina 10 cm ili veći. Što je procenat jezgra veći, jezgro je kvalitetnije.
RQD je definisan količnikom:
{\displaystyle RQD=\left({\frac {l_{\mathrm {suma~10} }}{l_{\mathrm {duzina~jezgra} }}}\right)\times 100} %
{\displaystyle l_{\mathrm {suma~10} }} = Suma dužina komada jezgra dužih od 10 cm (4 inča) merenih duž ose jezgra
{\displaystyle l_{\mathrm {duzina~jezgra} }} = Ukupna dužina izbušene bušotine u kojoj se vršilo jezgrovanje

### Klasifikacija
Prema RQD indeksu stena se može oceniti kao:
| RQD     | Izdeljenost stenske mase  |
| ------- | ------------------------- |
| <25%    | veoma loša stena          |
| 25-50%  | loša stena                |
| 50-75%  | stena osrednjeg kvaliteta |
| 75-90%  | dobra stena               |
| 90-100% | odlična stena             |